# Subasta de valor común
Una subasta de valor común es un término económico que se utiliza para describir un ambiente en el cual la información sobre el valor del objeto de la venta se dispersa entre los oferentes. El término se utiliza de diferentes maneras por diferentes personas. Según una definición que describe una subasta en la que el bien se subasta tiene el mismo valor para todos los participantes, aunque no sepa exactamente lo que este valor es. Algunos llamarían a esto una subasta de valor común pura, utilizando los valores comunes término para describir cualquier subasta en la que (i) los postores tienen información diferente y (ii) la información de un oferente sería informativo a otro licitador sobre valoración de este último por el bien. Esto a veces se llama una subasta de valores interdependientes. Con esta última definición, el modelo de subasta alternativa a una subasta de valor común es un valor de la subasta privada, donde cada licitador conoce su propia valoración del bien, pero no las valoraciones de otros oferentes.
Un fenómeno importante que ocurre en las subastas de valor común es la maldición del ganador. Los oferentes tienen sólo estimaciones del valor del bien. Si, en promedio, los oferentes estiman correctamente, la oferta más alta tiende a haber sido puesta por alguien que sobrestimó el valor del bien. Este es un ejemplo de la selección adversa muy similar al clásico ejemplo del "mercado de limones" de Akerlof . Oferentes racionales anticiparían la selección adversa, por lo que a pesar de la información incompleta seguirá siendo demasiado optimista, no pagan demasiado en promedio cuando son los ganadores.
A veces el término maldición del ganador se utiliza de manera diferente, para referirse a los casos en que los postores ingenuos ignoran la selección adversa y hacen una oferta bastante más alta que la de un postor totalmente racional que en realidad pagan más de lo que el bien merece la pena. Este uso es frecuente en la literatura de la economía experimental, en contraste con la literatura teórica y empírica sobre las subastas.
En un ejemplo clásico de una subasta de valores comunes puro utilizado para ilustrar la maldición del ganador, un frasco lleno de monedas es subastada. El frasco tendrá el mismo valor para cualquiera. Sin embargo, cada oferente tiene una suposición diferente acerca de cuántos cuartos hay en el frasco. En promedio, estas conjeturas pueden ser correctos, pero si el ganador es el postor con la estimación más optimista, la estimación se suele ser demasiado alta.
Pueden ocurrir ejemplos de la maldición del ganador en las subastas de licitación para obras muy apreciadas, piezas de arte, antigüedades, etc 